# 1953年の政治
1953年の政治（1953ねんのせいじ）では、1953年（昭和28年）の政治分野に関する出来事について記述する。

## できごと

### 1月
- 1月13日 - ヨシップ・ブロズ・チトーがユーゴスラビア大統領に就任。
- 1月19日 - 自由党の林譲治幹事長、益谷秀次総務会長が辞任。
- 1月30日 - 後任幹事長に佐藤栄作が決定。

### 2月
- 2月3日 - 自由党総務会長に三木武吉就任で妥協。
- 2月27日 - 韓国が竹島を韓国領と発表する。
- 2月28日
  - 吉田茂首相、衆議院予算委員会で右派社会党の西村栄一議員に対して「バカヤロー」と暴言を吐く。
  - 右社、吉田首相の懲罰動議を仮提出。

### 3月
- 3月1日 - スターリン、脳卒中の発作で倒れる。
- 3月2日
  - 吉田首相の懲罰動議上程。
  - 衆議院本会議で吉田首相に対する懲罰動議が自由党・広川弘禅農林大臣派の欠席で可決。
  - 吉田首相、広川農相を罷免。
- 3月5日 - スターリン死去。
- 3月6日 - ゲオルギー・マレンコフがソ連閣僚会議議長（首相）とソ連共産党筆頭書記に就任する。
- 3月13日 - 改進党、右派社会党、左派社会党の野党三派が吉田内閣不信任案を提出。
- 3月14日
  - 衆議院、内閣不信任案を可決。
  - 吉田首相、衆議院を解散（バカヤロー解散）。
  - マレンコフ・ソ連首相、兼務していた筆頭書記を辞任し、筆頭書記にニキータ・フルシチョフが就任する。
- 3月18日 - 鳩山派、分党派自由党（分派自由党、鳩山自由党）を結成（鳩山一郎総裁）。

### 4月

第26回総選挙後の衆議院における党派別勢力図

第3回通常選挙後の参議院における党派別勢力図

- 4月19日 - 第26回衆議院議員総選挙。
  - 自由党199議席、改進党76議席、左派社会党72議席、右派社会党66議席、鳩山自由党35議席、労農党5議席、共産党1議席、諸派1議席、無所属11議席。
- 4月24日 - 第3回参議院議員通常選挙。
  - 自由党46議席、左派社会党18議席、緑風会16議席、右派社会党10議席、改進党8議席。

### 5月

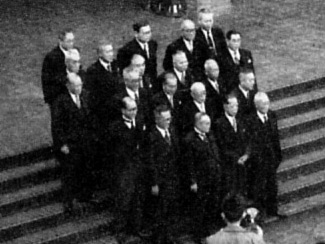
第5次吉田内閣組閣（昭和28年5月21日撮影）。

- 5月1日 - 改進党中央常任委員会開催。「重光葵総裁を首班か、しからずんば野党」という野党派の主張が通る。
- 5月18日
  - 旧二級国道が施行。
  - 第16特別国会召集（8月10日閉会）。
  - 首班指名選挙決選投票で吉田茂自由党総裁が内閣総理大臣に指名される。
- 5月20日
  - 鎌倉モリソン屋敷で吉田・重光会談。吉田首相は重光総裁に連立を申し入れ。重光は連立を拒否するものの、改進党は閣外協力に傾く。
  - 第5次吉田内閣成立。

### 6月
- 6月2日 - 政府、石川県河北郡内灘村（現在の内灘町）に無期限使用の米軍試射場設置決定を発表。内灘闘争開始。
- 6月13日 - 内灘問題で農民の座り込み開始。
- 6月16日 - 東ベルリン暴動勃発。
- 6月17日 - 前日から東ベルリンで起きていた、市民による反東ドイツ政府デモがソ連軍に弾圧される（6月17日事件）。
- 6月18日
  - エジプトで王制の廃止を宣言され、エジプト共和国が成立。
  - アメリカ空軍のC-124輸送機が東京都小平市に墜落、129名の死者を出す。
- 6月19日 - ローゼンバーグ夫妻処刑（ローゼンバーグ事件）。
- 6月26日 - 相互安全保障条約（MSA）協定に関する質問書と米国政府回答書を発表。
- 6月30日 - MSA締結を閣議決定。
- 6月 - エジプト共和国宣言発表。

### 7月
- 7月6日 - 日比両政府、モンテンルパ刑務所に収監されていた日本人戦犯106名の減刑・釈放に合意。
- 7月26日 - モンカダ兵営を襲撃したキューバ革命記念日。
- 7月27日 - 朝鮮戦争の休戦成立。
- 7月 - ラヴレンチー・ベリヤ・ソ連第一副首相兼内相が逮捕される。

### 8月
- 8月7日 - 電気事業及び石炭鉱業における争議行為の方法の規制に関する法律（スト規正法）公布施行。
- 8月8日 - 米韓安保条約調印。
- 8月 - イラン政変
- 8月 - ソヴィエト連邦が水爆保有を発表。

### 9月
- 9月 - イタリア、ユーゴスラビアとトリエステ紛争。
- 9月28日 - 鎌倉のモリソン屋敷で、吉田首相と重光改進党総裁が会談。重光は協力を約束。
- 9月末 - 池田勇人自由党政務調査会長、愛知揆一大蔵政務次官がMSAと自衛力漸増について交渉するため渡米。

### 10月
- 10月1日 - 町村合併促進法施行。
- 10月2日から30日まで - 池田・ロバートソン（国務次官補）会談（正式会談は7回）。
- 10月24日 - 保全経済会事件。後に造船疑獄に波及する。
- 10月29日 - 第17臨時国会召集（11月7日閉会）。

### 11月
- 11月15日 - リチャード・ニクソン米副大統領訪日。
- 11月16日 - 吉田・ニクソン会談。
- 11月17日 - 吉田・鳩山会談。
- 11月19日 - 来日中のニクソン米副大統領、日本への非武装憲法の押し付けはアメリカの誤りと演説する。
- 11月29日 - 分党派自由党（鳩山自由党）、解散。鳩山一郎ら23名は自由党に復党。三木武吉ら8人は日本自由党を結成（八人の侍）。
- 11月30日 - 第18臨時国会召集（12月8日閉会）。

### 12月

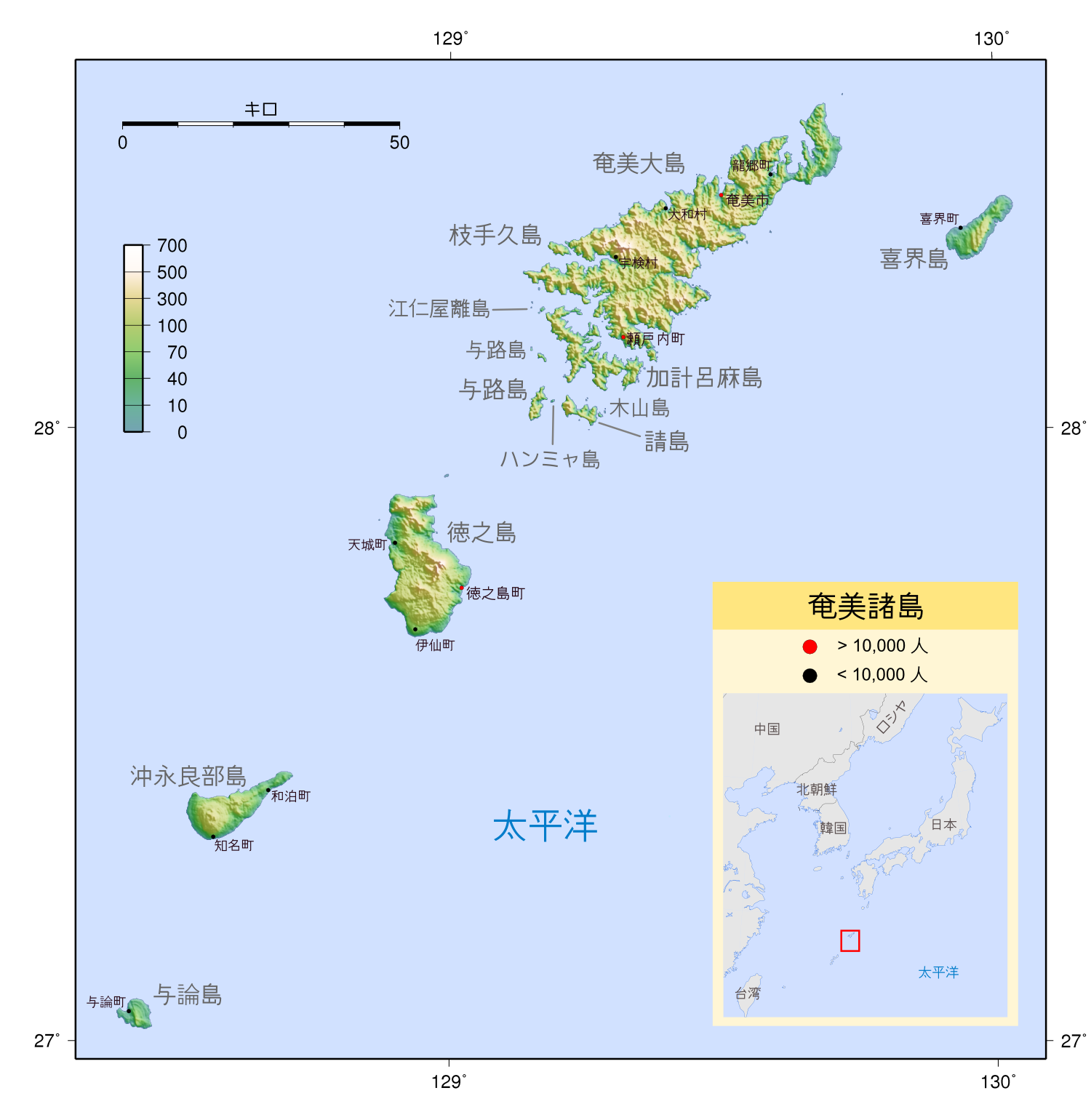
奄美群島の地図

- 12月10日 - 第19国会召集（1954年6月15日閉会）。
- 12月23日 - ベリヤが銃殺される。
- 12月24日 - 奄美群島の日本返還に関する日米協定調印。
- 12月25日 - 奄美群島が日本に返還。
- 12月 - 米英仏首脳のバミューダ会談。